# 1997 AF13
1997 AF13 är en asteroid i huvudbältet som upptäcktes den 11 januari 1997 av den japanska astronomen Takao Kobayashi vid Ōizumi-observatoriet.
Asteroiden har en diameter på ungefär 4 kilometer.